# Apor-palota
Az Apor-palota műemlék Romániában, Fehér megyében. A romániai műemlékek jegyzékében az AB-II-m-A-00099 sorszámon szerepel. Gyulafehérvár történelmi központjának részeként javasolt világörökségi helyszín.

## Története
Az Apor család építette a 17. században. A család kiemelkedő alakja, gróf Apor István (1638–1704) Erdély kincstartója volt.
Az épület későreneszánsz stílusban épült. Szépek a kőből faragott ajtó- és ablaktokjai, valamint a kőből faragott lépcsőfeljárata és karzata. Egy ideig a katonai parancsnokság székelt benne, később a városi rendőrparancsnokság használta, majd a vízügy kapott helyet benne, valamint könyvtárnak is használták az épületet. 1990 és 1997 között nagyon tönkrement, szinte mindent elhordtak belőle, amit el tudtak vinni. 
Az épületet felújították, jelenleg a gyulafehérvári 1918. December 1. Egyetem rektori hivatala kapott helyet benne.